# Björn Kluft
Björn Kluft (Wuppertal, Nyugat-Németország, 1990. január 11. –) német labdarúgó, 2015 óta a Rot-Weiß Essen középpályása.

## Klubcsapatban
Kluft az akkor még Nyugat-Németország részét képező Wuppertalban született, a helyi Grün-Weiss csapatában kezdte a labdarúgást. 1999-ben került a Bayer 04 Leverkusen kötelékébe, egészen 2010-ig itt szerepelt. A felnőttek között nem lépett pályára, a második csapatban viszont 32 meccsen 3 gólt szerzett. 2010-ben a Rot Weiss Ahlen játékosa lett. Egy év múlva váltott és az SC Preußen Münsterbe igazolt. 2012-től volt az Eintracht Braunschweig tagja, de csak egy meccsen lépett pályára. A második csapatban 13 meccsen 2 gólt lőtt. Szerepelt kölcsönben az SV Sandhausennél is, de Eke Uzoma csapattársaként csak 3 meccsen játszott, gólt nem szerzett. 2015 óta a Rot-Weiß Essen tagja.